# تپه‌های پایین چایلی
تپه‌های پایین چایلی در شهرستان کلاله، بخش مراوه تپه، روستای چایلی واقع شده و این اثر در تاریخ ۱۰ خرداد ۱۳۸۲ با شمارهٔ ثبت ۸۸۶۰ به‌عنوان یکی از آثار ملی ایران به ثبت رسیده است.